# Centro Cultural Correios (Rio de Janeiro)

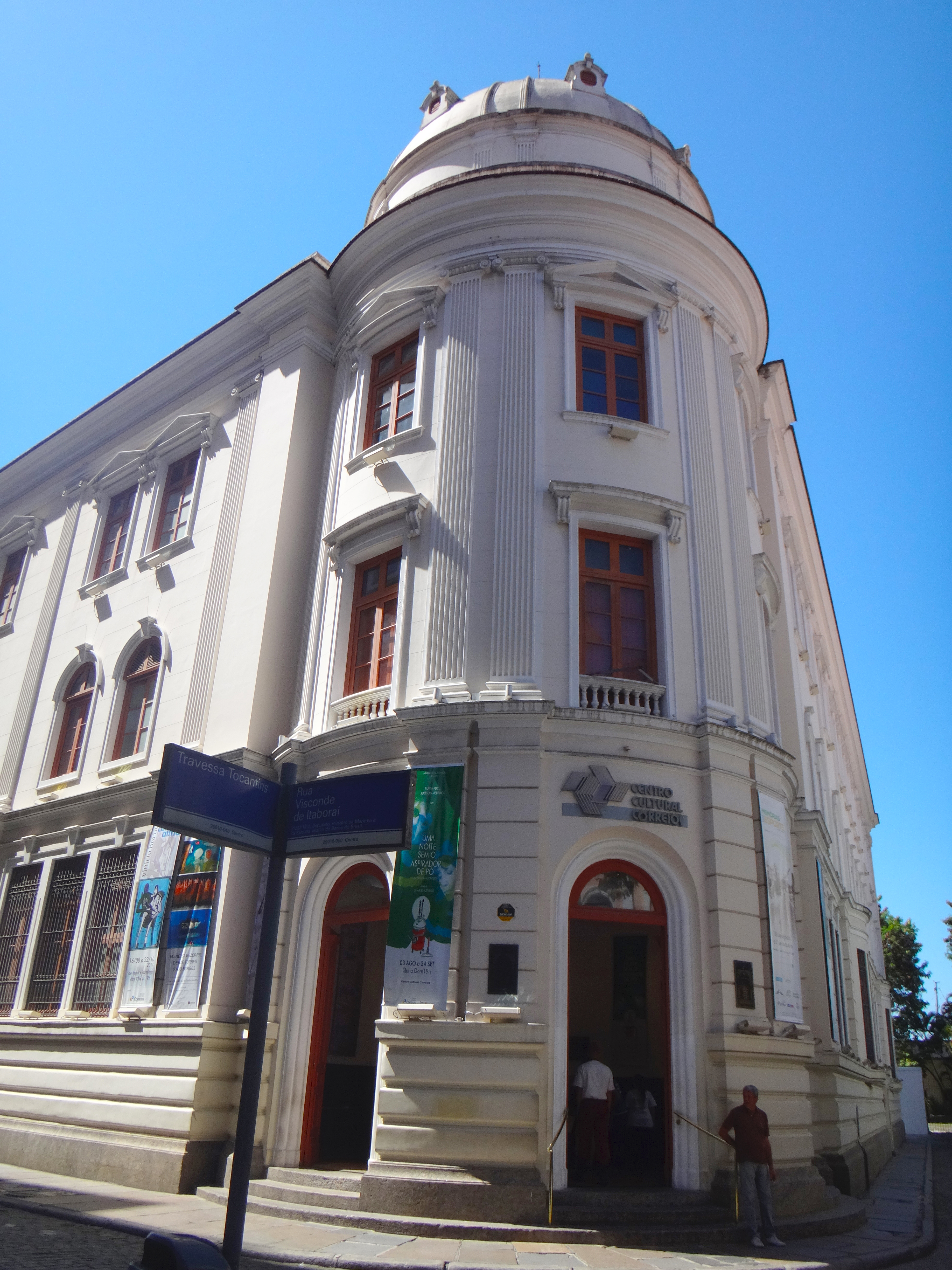
Centro Cultural Correios, Rio de Janeiro.

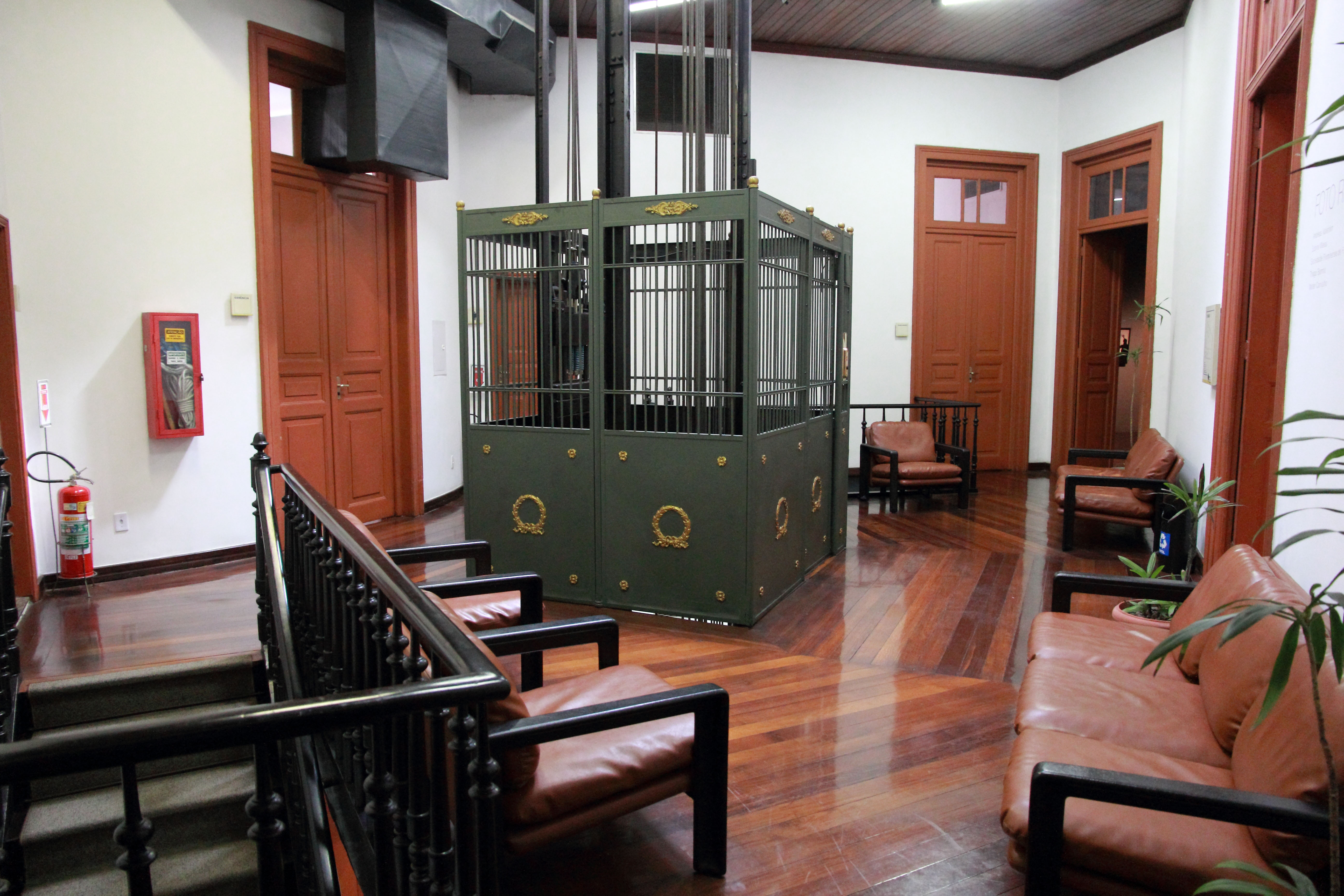
Centro Cultural Correios: interior.

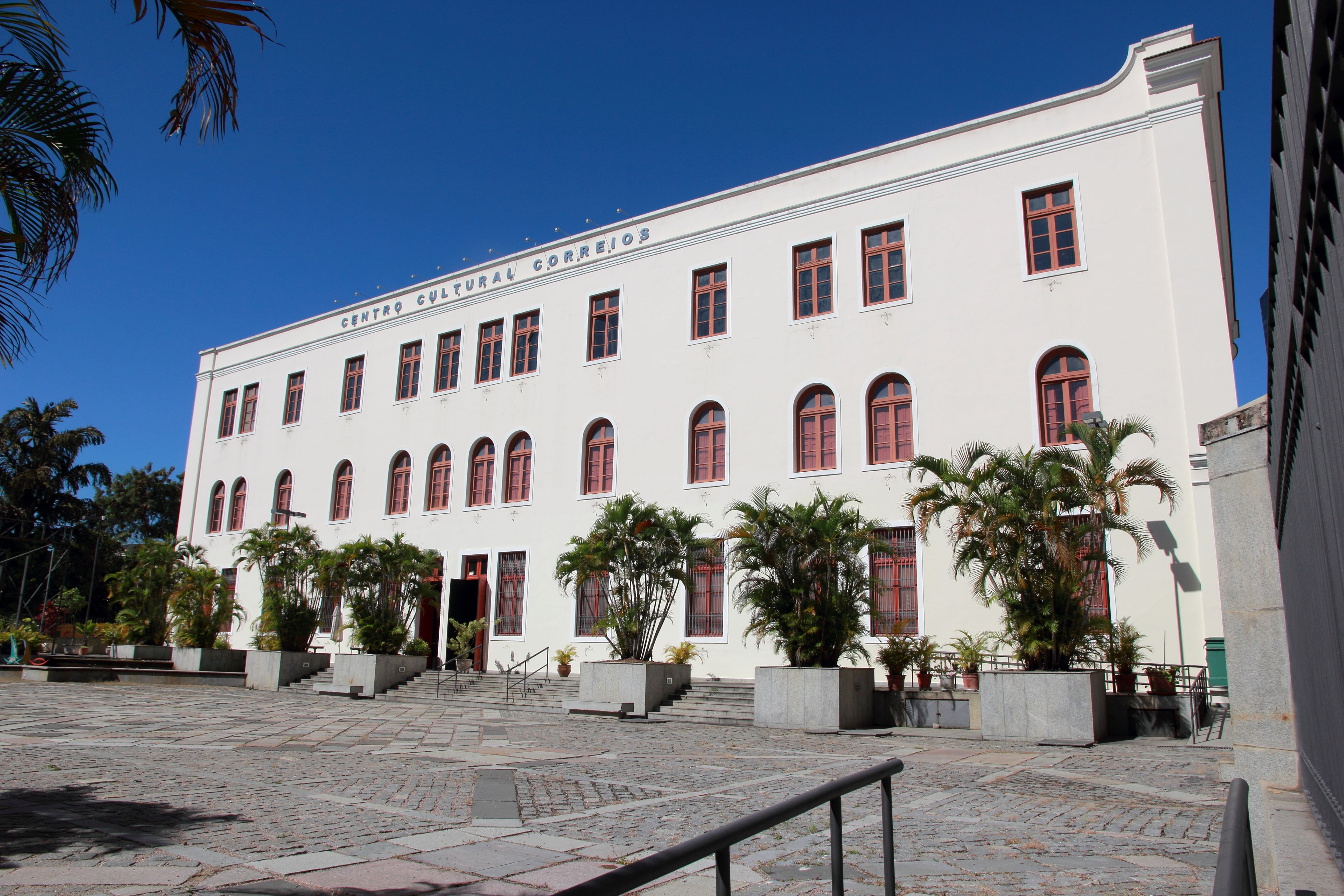
Centro Cultural dos Correios: fachada lateral e pátio.

O Centro Cultural Correios Rio de Janeiro localiza-se no Centro da cidade do Rio de Janeiro, no Brasil.
Encontra-se instalado em um edifício histórico que integra o Corredor Cultural, tendo, como vizinhos, a Casa França-Brasil e o Centro Cultural do Banco do Brasil.

## História
Construído para sediar a escola da companhia de navegação Lloyd Brasileiro, o edifício foi inaugurado em 1922. A projetada escola, entretanto, não chegou a ser instalada, tendo o imóvel sido utilizado, por mais de cinco décadas, para o funcionamento de unidades administrativas e operacionais da Empresa Brasileira de Correios e Telégrafos.
Na década de 1980 o imóvel foi desativado para reformas, sendo reaberto em 2 de junho de 1992, parcialmente restaurado, para receber a "Exposição Ecológica 92", evento integrante do calendário da Conferência das Nações Unidas para o Meio Ambiente e o Desenvolvimento.
A inauguração oficial do Centro Cultural Correios veio a acontecer em agosto do ano seguinte, com a Exposição Mundial de Filatelia - Brasiliana 93.
Desde então, o Centro Cultural vem promovendo eventos nas áreas de teatro, vídeo, música, artes plásticas, cinema e outras.

## Características
As linhas arquitetônicas da sua fachada são de estilo eclético, característico do início do século XX. O edifício possui 3 480 metros quadrados de área, distribuídos por três pavimentos interligados por um elevador do início do século XX, de onde se pode ter uma visão panorâmica de todo o ambiente interno.
No andar térreo estão localizados o teatro, com 320 metros quadrados e capacidade para 200 pessoas, e uma galeria de arte. No segundo e terceiro pavimentos estão localizadas dez salas de exposições, com infraestrutura e iluminação apropriada a eventos de maior porte.
No exterior, abre-se a chamada "Praça dos Correios", com uma área aproximada de 1,3 mil metros quadrados e espelho d'água.